# Stazione di Monticello d’Alba
Stazione di Monticello d'Alba vasútállomás Olaszországban, Monticello d’Alba településen.

## Vasútvonalak
Az állomást az alábbi vasútvonalak érintik:
- Alessandria–Cavallermaggiore-vasútvonal

## Kapcsolódó állomások
A vasútállomáshoz az alábbi állomások vannak a legközelebb:
- Stazione di Santa Vittoria (Stazione di Ciriè, Line SFM4)
- Stazione di Mussotto (Stazione di Alba, Line SFM4)